# Marwan II.
Marwān ibn Muhammad (arabisch مروان بن محمد, DMG Marwān ibn Muḥammad, auch Marwan II., * 688; † 6. August 750 in Oberägypten) war der vierzehnte und letzte Kalif der Umayyaden (744–750). Er war der Sohn von Muhammad, einem Sohn des Kalifen Marwān ibn al-Hakam, und dessen Sklavin Zubāda.

## Frühe Jahre
Marwan hatte als Statthalter von Aserbaidschan, Armenien und Mesopotamien einiges Ansehen erlangt. Im Kampf mit den Chasaren im Kaukasusgebiet hatte er auch begonnen die arabischen Stammeseinheiten durch besoldete Truppen mit festen Befehlshabern zu ersetzen. Nach der Ermordung von Kalif al-Walid II. (744) verhielt er sich zunächst abwartend, trat aber gegenüber von Kalif Ibrahim als dessen Rächer auf. Bald rückte er mit seinen Truppen in Syrien ein. Die Truppen Ibrahims konnten bald besiegt werden, weshalb sich Marwan II. schnell als Kalif durchsetzte. Am 27. Safar 127 (= 25. November 744) wurde ihm der Treueid geleistet.

## Als Kalif
Marwān war ein energischer Herrscher, der durch Reformen die Herrschaft der Umayyaden zu sichern versuchte. Allerdings waren Ansehen und Prestige der Dynastie seit der Ermordung von al-Walid II. sehr stark gesunken. Auch in Syrien sank die Loyalität gegenüber den Umayyaden, als Marwan II. seine Residenz nach Harran in die Provinz Mesopotamien verlegte. Marwāns Herrschaftszeit war mit Aufständen angefüllt. So brachte  der Charidschit ad-Dahhāk ibn Qais asch-Schaibānī im Jahr 745 fast den gesamten Irak unter seine Kontrolle. Marwān konnte ihn erst im Jahr 746/47 besiegen, woraufhin sich seine Anhänger zerstreuten. Auch die Ibaditen im Jemen konnte Marwān bei einem Feldzug unterwerfen.
Allerdings entglitt der Iran zunehmend der Kontrolle der Umayyaden. So ließ sich der Tālibide Abdallah ibn Muawiya nach einem gescheiterten Aufstand im Irak im Südiran zum Kalifen ausrufen (746–750). Auch war es wegen der Auseinandersetzungen in Syrien und dem Irak nicht möglich, die Propaganda der Abbasiden wirksam zu unterdrücken und den 747 ausbrechenden Aufstand des Abū Muslim in Chorassan wirksam zu bekämpfen.
Nach dem Vorstoß der Aufständischen in den Irak und der Besetzung von Kufa wurde Abu l-Abbas as-Saffah (749–754) zum neuen Kalifen ausgerufen. ʿAbdallāh ibn ʿAlī, der Onkel des neuen Kalifen, zog Marwan II. entgegen und fügte ihm am 18. Dschumādā th-thāniya 132 (25. Januar 750) in der Schlacht am Großen Zab eine vernichtende Niederlage bei. Marwan II. flüchtete über Syrien nach Ägypten und wurde in dem Ort Būsīr al-Uschmunain in Oberägypten in der Nacht auf den 27. Dhū l-Hiddscha (= 6. August 750) getötet.
Das Geschlecht der Umayyaden wurde nun von den Abbasiden ausgerottet. Nur dem Prinzen Abd ar-Rahman gelang die Flucht in den Maghreb und später in Andalusien die Gründung des Emirats von Córdoba, welches 929 durch das Kalifat von Córdoba abgelöst wurde. Dadurch konnte die Dynastie der Umayyaden in Andalusien noch bis 1031 fortgeführt werden.